# Turmhügel Adlanz
Der Turmhügel Adlanz ist eine abgegangene Turmhügelburg (Motte) in Almbranz (Stadt Helmbrechts) im oberfränkischen Landkreis Hof.
Der Turmhügel gehört siedlungsgeschichtlich zum benachbarten Ort Adlanz (Stadt Schauenstein). Er wird in der Literatur oft als „Altes Schloss“ bezeichnet. Es fehlen urkundliche Quellen, es gibt lediglich Geländespuren. Der Turmhügel liegt an der Straße zwischen Almbranz und Edlendorf. Zur Wasserversorgung diente eine nahegelegene Quelle. Eine Abzweigung führt über die Streusiedlung Adlanz weiter zur Loh und zur Wüstung Reuschen. Die Stadtgrenze zwischen Schauenstein und Helmbrechts war früher auch die Grenze der Altlandkreise Naila und Münchberg. Während der heutige Ortsteil Adlanz auf Schauensteiner Gebiet liegt, befindet sich der Turmhügel auf Almbranzer Gebiet. Das heutige Adlanz ist eine Neubesiedlung aus dem 17. Jahrhundert. Vorher war Adlanz eine Wüstung. Die ursprüngliche Besiedlung erstreckte sich über die gesamte heute noch erkennbare Rodungsinsel auf beiden Seiten der Verwaltungsgrenzen.
Von dem Turmhügel und weiteren Gebäuden sind nur noch Geländespuren erkennbar. Scherbenfunde belegen den Standort. Der Bereich ist als Bodendenkmal ausgewiesen.